# Far East of Eden
Far East of Eden (天外魔境?, Tengai Makyō) è una serie di videogiochi di ruolo creata da Ōji Hiroi.

Logo della serie

Il primo titolo della serie, Tengai Makyō: Ziria (天外魔境 ZIRIA?), è stato pubblicato nel 1989 da Hudson Soft per PC Engine. Il videogioco è considerato il primo RPG distribuito nel formato CD-ROM. Basato su Jiraiya goketsu monogatari, è ambientato nella regione fittizia di Jipang, un paese simile al Giappone feudale. L'autore immaginario della storia è lo storico P.H. Chada, raffigurato nei manuali di gioco con le sembianze di Sigmund Freud o Karl Marx.
Il videogioco ha ricevuto due sequel, Tengai Makyō II: Manjimaru (天外魔境II 卍MARU?) (1992) e Tengai Makyō III: Namida (天外魔境III NAMIDA?) (2005), quest'ultimo pubblicato su PlayStation 2. Sono stati prodotti inoltre vari spin-off della serie tra cui nel 1995 Tengai Makyō Zero (天外魔境 ZERO?) per Super Nintendo Entertainment System e Tengai Makyō: Daiyon no mokushiroku (天外魔境 第四の黙示録?), originariamente distribuito nel 1997 per Sega Saturn e in seguito convertito per PlayStation Portable. Nel 1990 è stato inoltre realizzato un anime ispirato al primo gioco.
L'unico titolo ispirato alla serie distribuito in Occidente è il picchiaduro arcade Far East of Eden: Kabuki Klash (天外魔境 真伝?, Tengai Makyō Shinden). Gaijinworks ha provato a localizzare in inglese il remake del primo videogioco, pubblicato in Giappone nel 2006, ma il fondatore della società ha dichiarato che Microsoft ne ha impedito la distribuzione.